# Grădinile
Grădinile è un comune della Romania di 1 737 abitanti, ubicato nel distretto di Olt, nella regione storica dell'Oltenia. 
Il comune è formato dall'unione di 3 villaggi: Arvăteasca, Grădinile, Plăviceanca.
Grădinile è divenuto comune autonomo nel corso del 2004, staccandosi dal comune di Studina.